# Danh sách hương vị kem

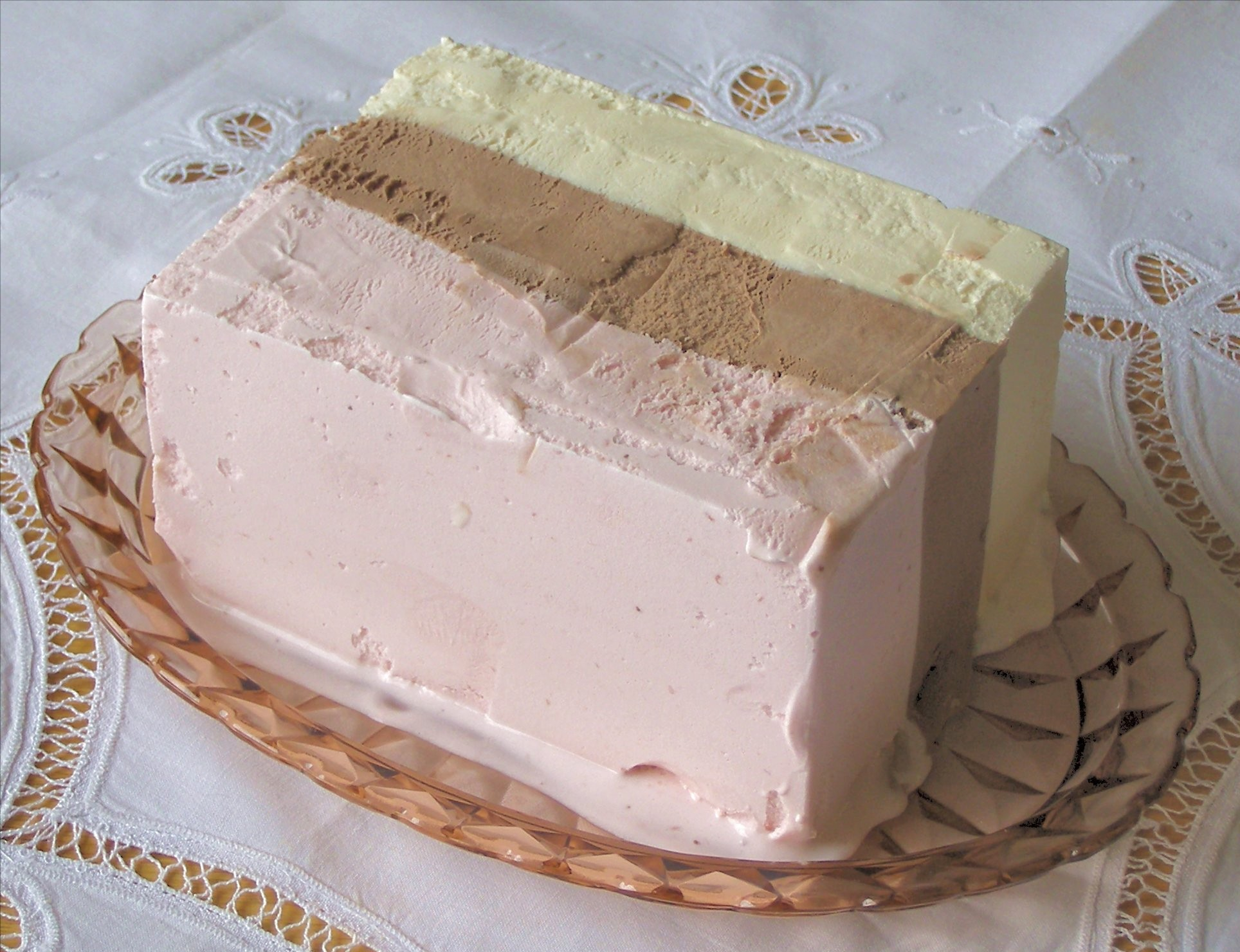
Kem Neapolitan được tạo thành từ các phần vani, sô-cô-la và dâu tây kem cạnh nhau trong cùng một khối

Dưới đây là danh sách các hương vị kem đáng chú ý. Kem là một món tráng miệng đông lạnh thường được làm từ các sản phẩm sữa, chẳng hạn như sữa, kem và thường được kết hợp với trái cây hoặc các thành phần và hương vị khác. Hầu hết các loại kem có chứa đường, một số được làm bằng chất ngọt khác.

## Các hương vị kem

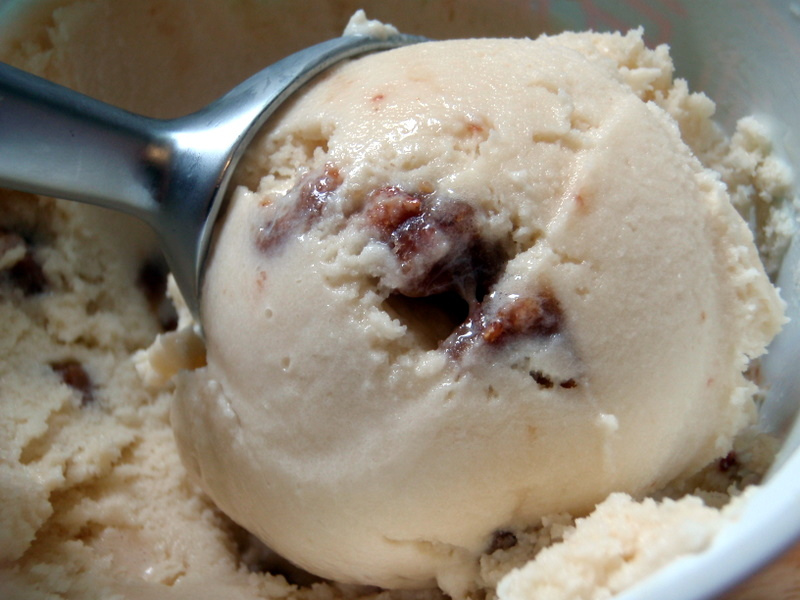
Kem thịt xông khói: kem thịt xông khói caramel

Đây là một danh sách chưa hoàn tất, và có thể sẽ không bao giờ thỏa mãn yêu cầu hoàn tất. Bạn có thể đóng góp bằng cách mở rộng nó bằng các thông tin đáng tin cậy.
- Kem vị trái bơ
- Kem thịt xông khói[1] – một phát minh hiện đại, thường được tạo ra bằng cách thêm thịt xông khói vào sữa trứng và làm đông lạnh hỗn hợp
- Kem chuối
- Bastani Sonnati, một loại kem Ba Tư
- Kem meme[2]
- Kem sô cô la Bỉ
- Kem quả óc chó đen[3]
- Kem quả việt quất
- Kem trăng xanh – một hương vị kem với màu xanh sáng, có sẵn ở Thượng Trung Tây của Hoa Kỳ
- Kem nho nâu – kem với ngũ cốc ăn sáng
- Kem Bubblegum - Kem có hương vị bong bóng màu hồng và những miếng bong bóng nhỏ. Thay phiên, một hương vị kem trăng xanh đôi khi cũng được sử dụng.
- Kem Burgundy Cherry
- Kem Butterbeer - Butterbeer là một thức uống hư cấu trong thế giới của Harry Potter. Kem được bán tại L.A., Osaka và Orlando Universal Studios trong khu vực theo chủ đề Harry Potter.
- Bơ đậu phộng là nhãn hiệu đã đăng ký của hương vị kem bơ cứng và một thanh kẹo phủ sô cô la làm trung tâm giống như thanh kẹo Heath bar, được giới thiệu bởi khách sạn Blackstone ở Omaha, Nebraska vào những năm 1920.[4] Thay vào đó, nó thường được chuẩn bị và bán dưới dạng kem có hương vị bơ vani với một ít kẹo bơ cứng thay vì một miếng của thanh Heath bar.

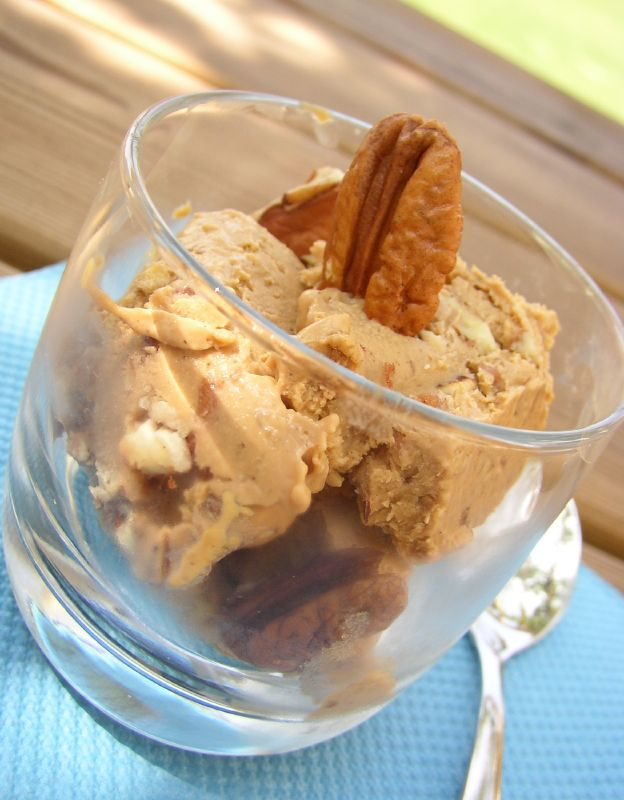
Kem bơ hồ đào

- Bơ hồ đào là một loại kem vani mịn với hương vị bơ nhẹ, với thêm hồ đào; được sản xuất bởi nhiều thương hiệu kem lớn.
- Kem butterscotch
- Kem than - Hương vị kem này, được tạo ra bằng cách sử dụng thành phần chính của than hoạt tính, mang lại cho hương vị một màu đen. Điều đáng chú ý nhất là được phục vụ với một hình nón đen và là một mặt hàng chủ lực của cửa hàng kem Little Damage ở Los Angeles cũng như Kem Finest Morgenstern ở New York. Hương vị than được kết hợp với các thành phần khác như horchata, hạnh nhân và dừa để che giấu hương vị của than. Mặc dù không được xác nhận bởi các nhà nghiên cứu, than hoạt tính được cho là mang lại lợi ích sức khỏe như giải độc. Hương vị kem này cũng tạo ra hiệu ứng khiến người tiêu thụ nó có đôi môi và răng đen.[5][6][7]
- Kem mía
- Kem anh đào[8]
- Kem phô mai
- Kem hạnh nhân sô cô la
- Kem sandwich
- Kem sô cô la bạc hà
- Kem sô cô la
- Kem sữa dừa hoặc kem kết hợp với cái dừa. Có hai loại kem sữa dừa truyền thống chính ở Indonesia, được gọi là Es Puter (kem khuấy) và Es Doger.
- Kem cà phê - Phổ biến ở khu vực New England của Mỹ. Kem có hương vị cà phê đôi khi có thêm một chút hạt cà phê nguyên chất.
- Kem cà phê và bánh quy
- Kem taiyaki
- Bột kem
- Kem kẹo bông
- Kem cua[9] – một sáng tạo của Nhật Bản,[10] nó được mô tả là có vị ngọt; đảo Hokkaido, Nhật Bản, được biết đến với việc sản xuất loại kem này.[11]
- Kem Crème brûlée - kem giàu sữa trứng và vani với đường caramel.
- Đá bào Daiquiri
- Kem Dreamsicle - Vani trộn hương cam.
- Kem Dulce de Leche
- Kem sầu riêng[12] – Sầu riêng mọc ở nhiều khu vực thuộc Đông Nam Á. Nó thường không được phép đặt ở nơi công cộng do mùi hăng của nó. Một số người tìm thấy nó là một món ngon, trong khi những người khác không ăn được.
- Kem bơ cứng Anh Quốc.[13]
- Đá bào Nhật Bản
- Kem vani Pháp[14]
- Kem Fudge Ripple[15]
- Kem tỏi[16]
- Kem gừng
- Goody Goody Gumdrop: Kem vani với kẹo dẻo bên trong. Chỉ tìm thấy ở New Zealand.
- Kem nho
- Kem hạt nho[17]

- Kem trà xanh
- Kem halva

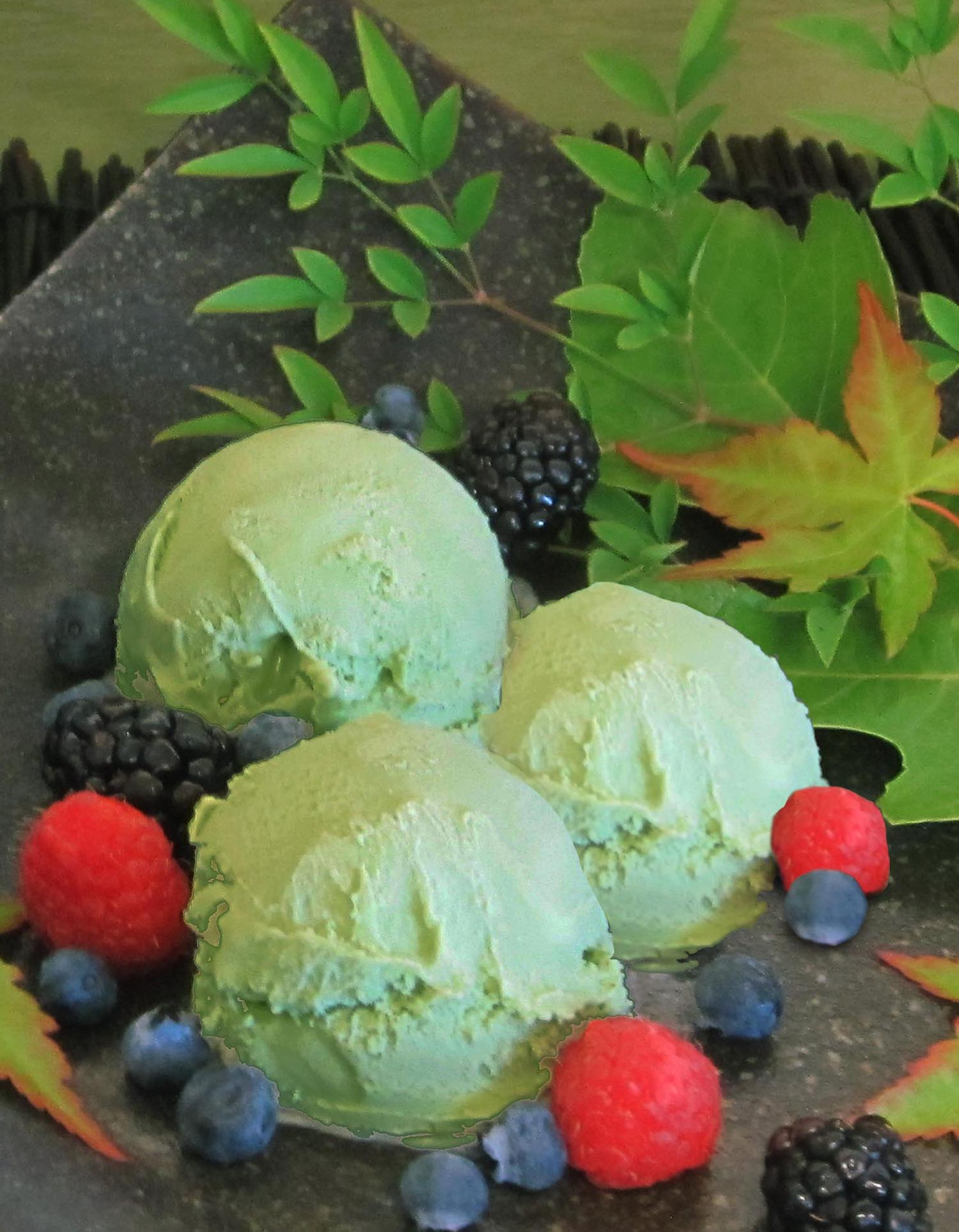
Kem trà xanh

- Hokey pokey – một hương vị kem ở New Zealand, bao gồm kem vani đơn giản với những cục kẹo bơ cứng nhỏ, rắn
- Kem mật ong hạnh nhân
- Kem Jalapeño[18]
- Kem Jik Jak – một sự pha trộn của kem sô cô la, kẹo mềm, mạch nha, quế và hạnh nhân
- Kem chanh
- Kem hoa oải hương
- Kem sữa trứng chanh[19]
- Kem thảo
- Kem Lucuma - một hương vị kem phổ biến của Peru với vị của trái lêkima.[20]
- Kem Mamey
- Kem xoài
- Kem quả óc chó[21]
- Kem sô cô la bạc hà – bao gồm kem bạc hà với chip sô cô la nhỏ; trong một số trường hợp, rượu bạc hà được sử dụng để cung cấp các hương vị bạc hà, nhưng trong nhiều trường hợp bạc hà hoặc bạc hà hương liệu được sử dụng
- Moon Mist là sự pha trộn của hương vị nho, chuối và bubblegum phổ biến ở Atlantic Canada.
- Moose Tracks
- Kem Mud Pie - Có các lớp kem có hương vị sô cô la và vani, một lớp fudge và các miếng bánh quy giòn.
- Kem Neapolitan
- Kem Nutella[22]
- Kem sồi[23]
- Kem hàu[24]
- Kem đào
- Kem bơ đậu phộng
- Kem bạc hà[25]
- Kem Pistachio, còn được gọi là kem hạt hồ trăn, là một hương vị kem được làm bằng hạt hồ trăn hoặc hương liệu hồ trăn.[26]
- Raspberry Ripple
- Kem Piña Colada
- Kem gạo

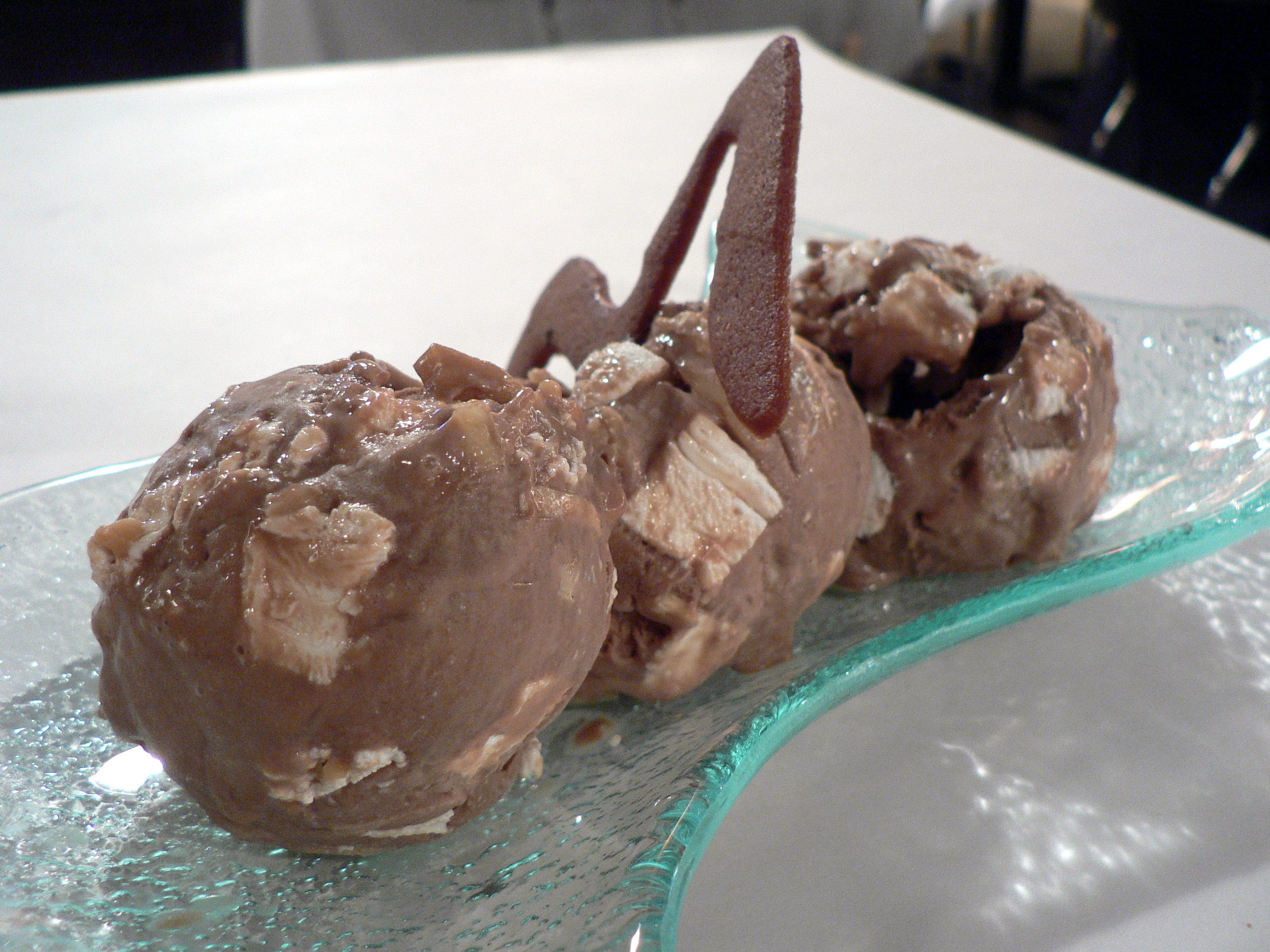
Kem Rocky road.

- Kem Rocky road – mặc dù có những biến thể từ hương vị ban đầu, nhưng theo truyền thống, nó bao gồm kem sô cô la, các loại hạt và kẹo dẻo nguyên hạt hoặc hạt lựu, hoặc đôi khi được thay thế bằng marshmallow, một phiên bản lỏng hơn.
- Rum và nho khô
- Muối Caramel
- Vừng
- Spumoni
- Kem mực ống[27]
- Stracciatella – một loạt gelato, bao gồm kem làm từ sữa chứa đầy những viên sô cô la mịn, không đều[28]
- Kem dâu
- Kem lạnh Superman
- Kem Teaberry – một hương vị đặc trưng của Pennsylvania, với hương vị tương tự như Wintergreen[29]
- Kem đuôi hổ
- Kem Tin Roof - Kem vani với xoáy sô cô la được thêm và trộn với đậu phộng
- Tutti frutti
- Kem vani hạt - Một chút nhỏ của hạt vani được thêm vào một loại kem có hương vani.
- Kem hạnh nhân vani
- Kem vani

Ice cream flavors
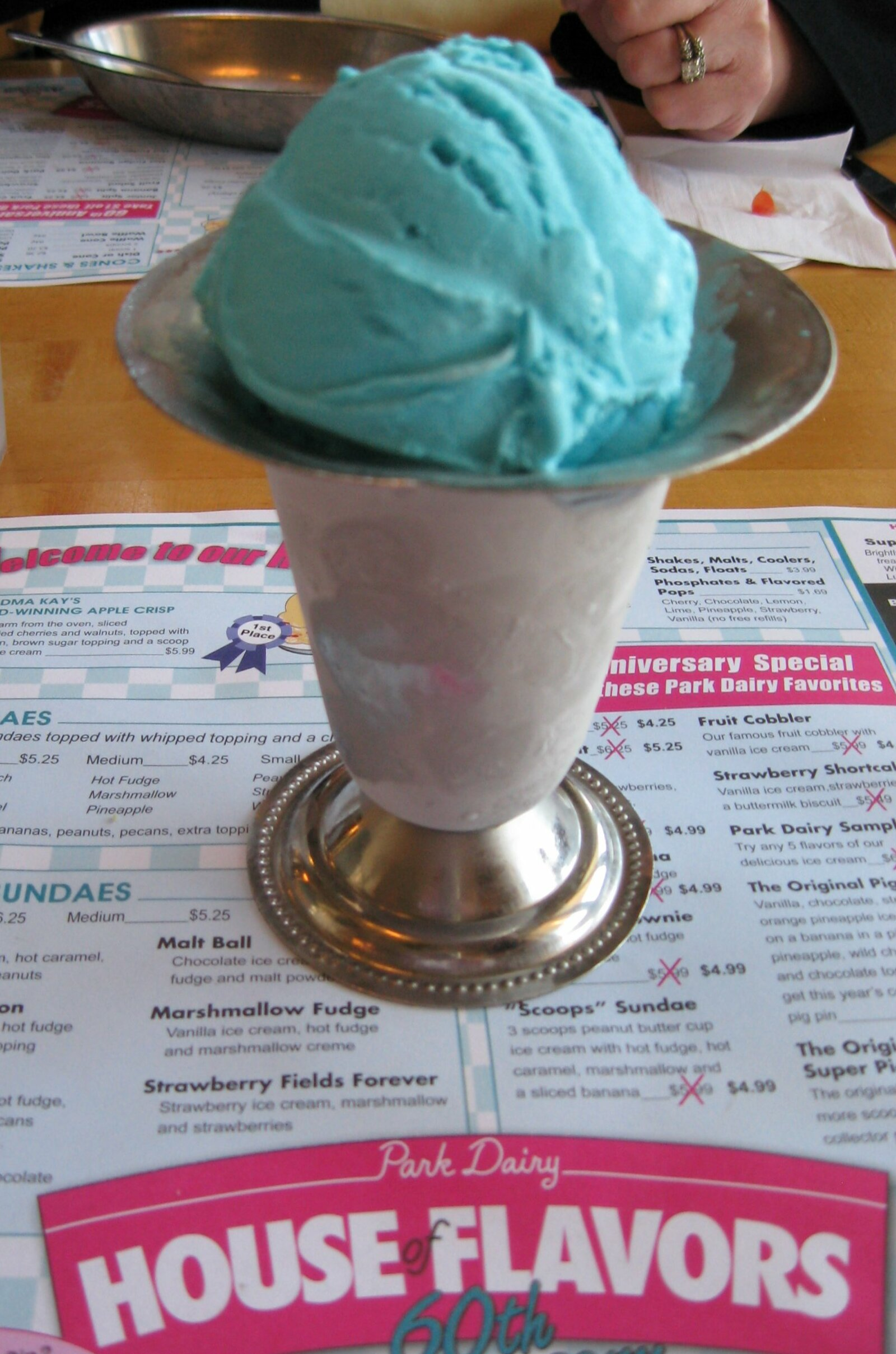
Kem trăng xanh
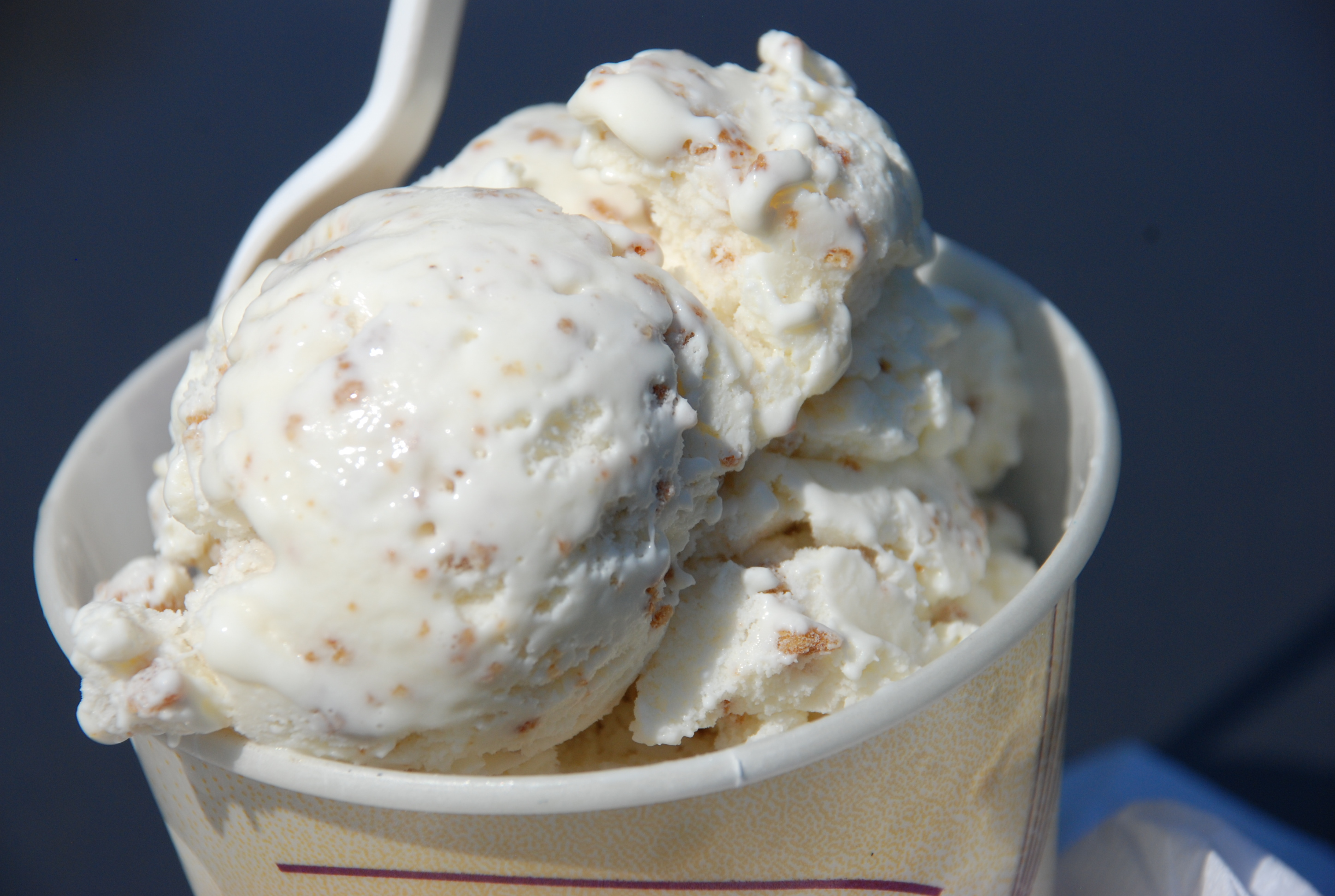
Kem hạt nho
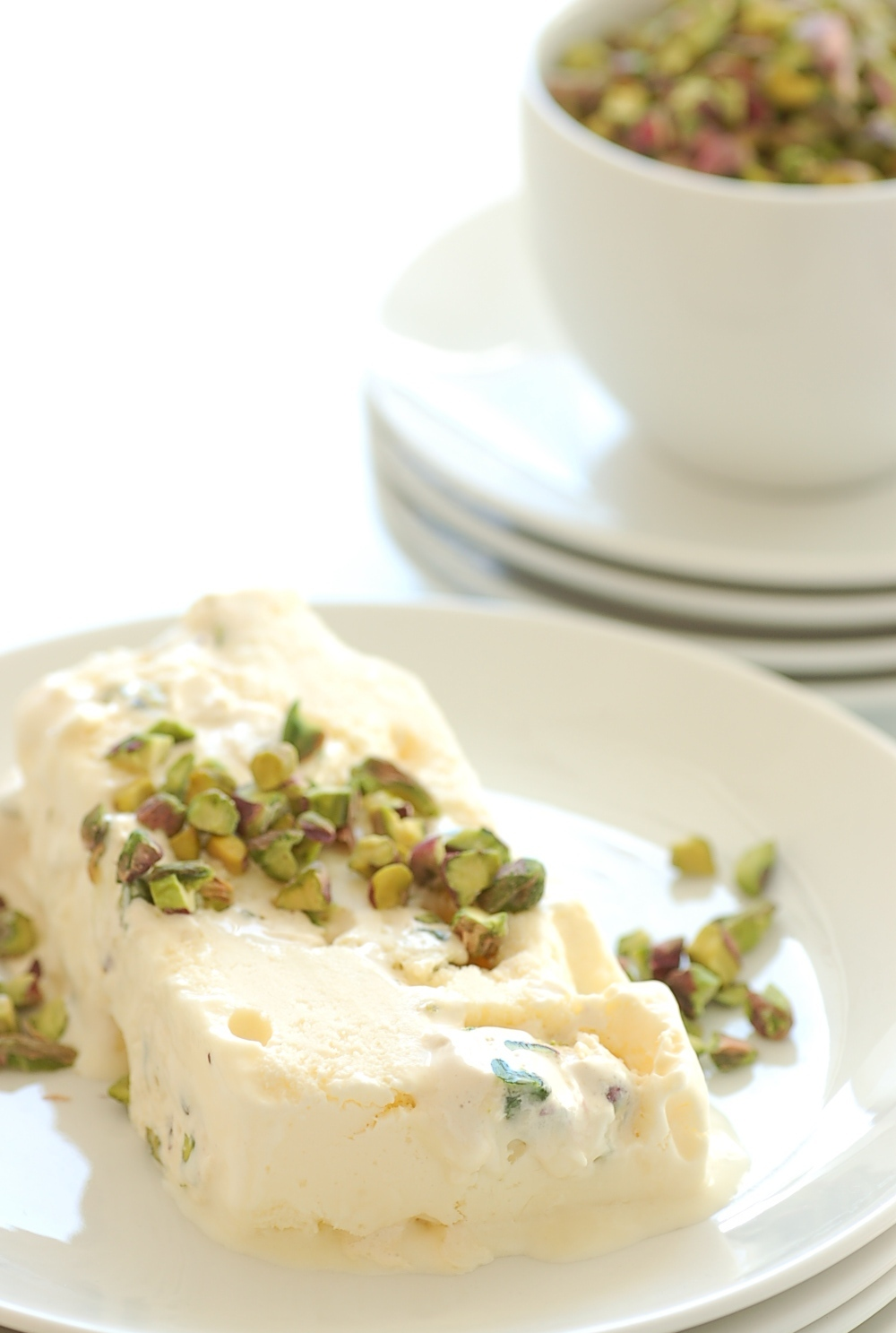
Kem hạt hồ trăn
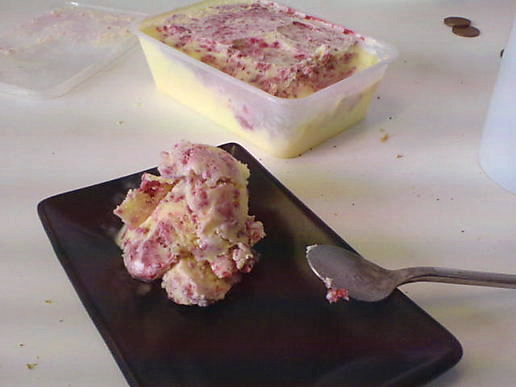
Kem quả mâm xôi bao gồm xi-rô mâm xôi được tiêm vào kem vani
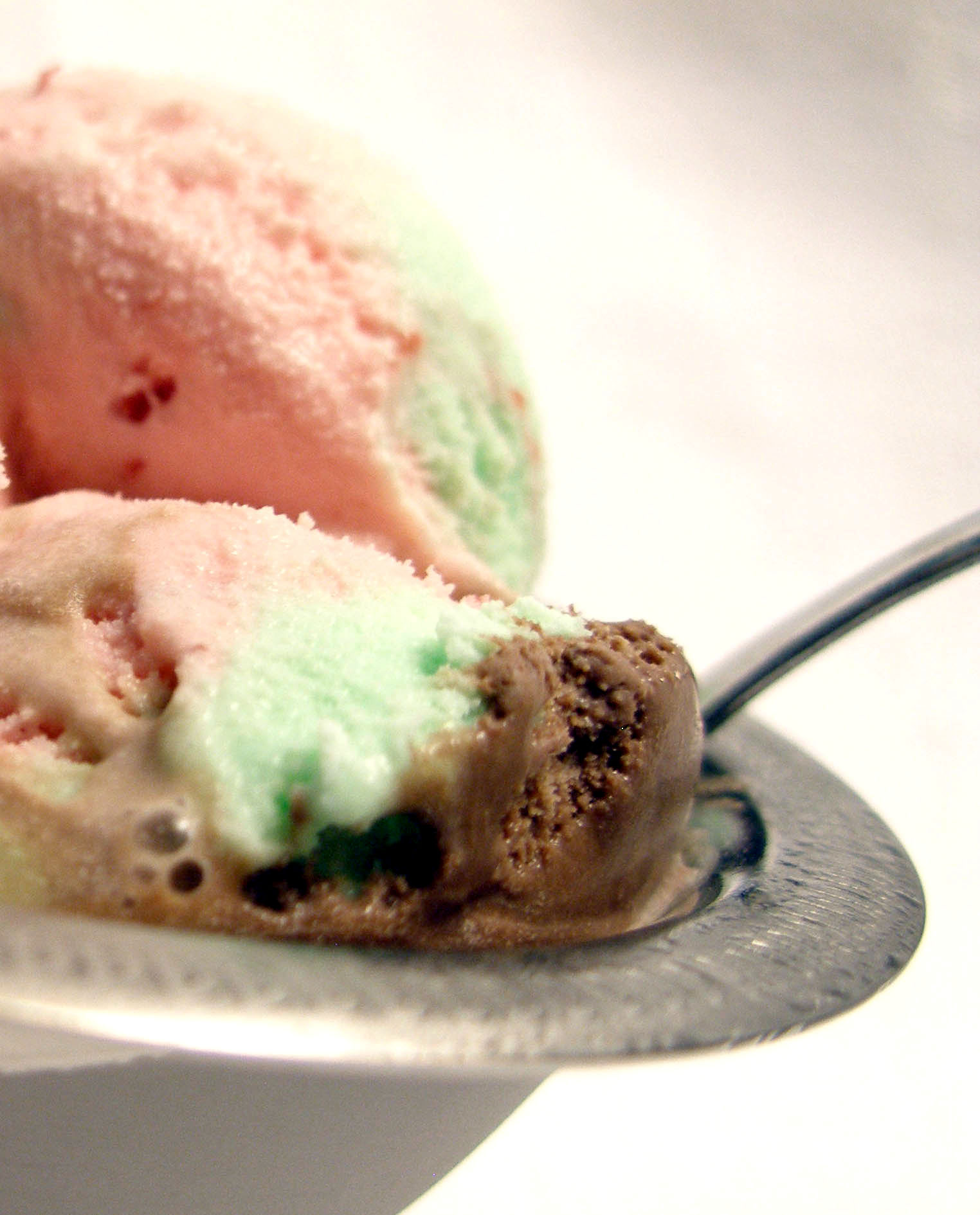
Spumoni là một loại kem Ý được làm bằng các lớp màu sắc và hương vị khác nhau, thường chứa các loại trái cây và kẹo.
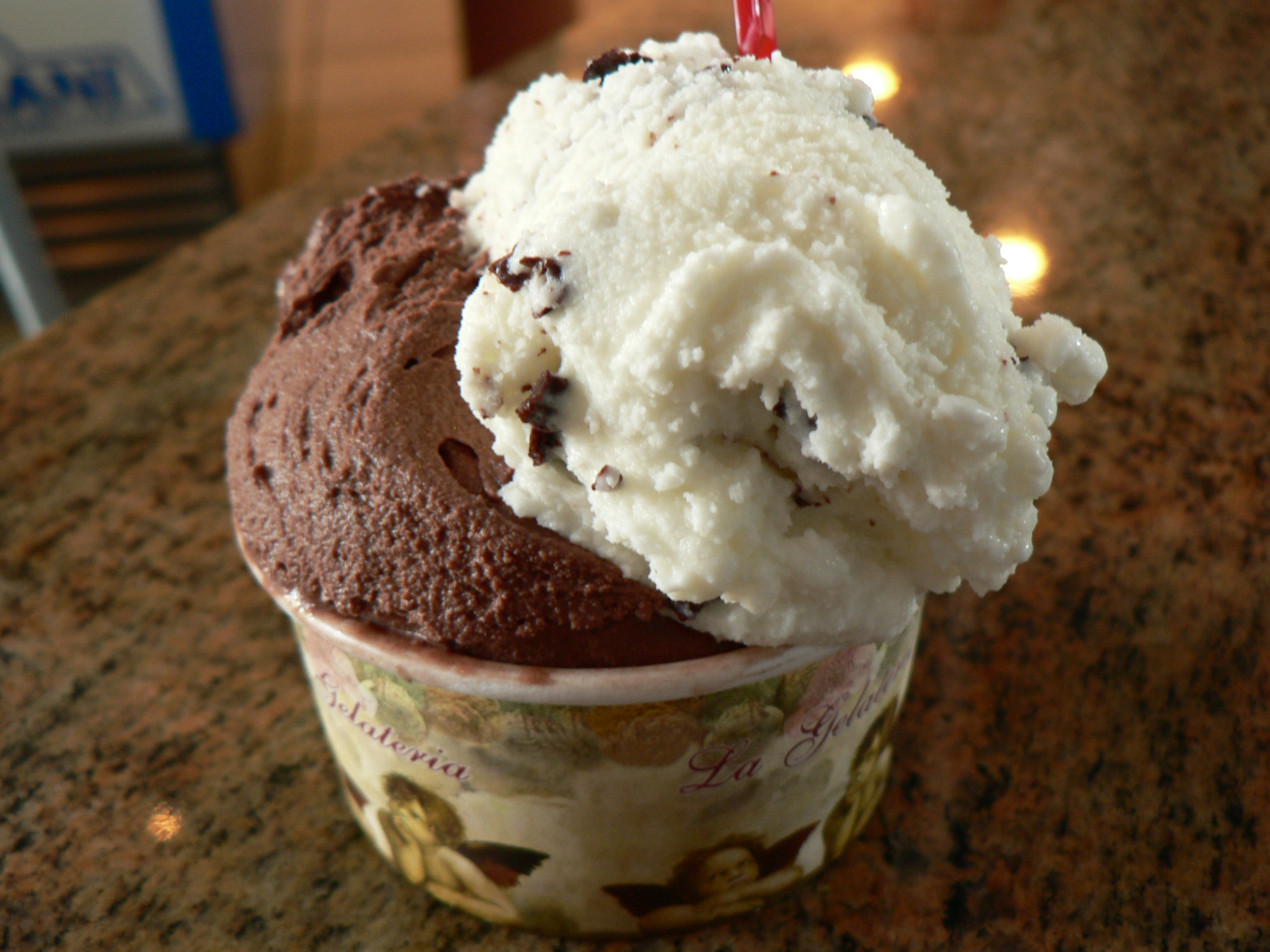
Stracciatella trên kem sô cô la
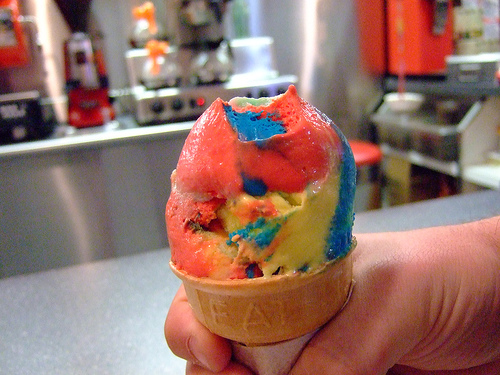
Kem Siêu nhân hình nón
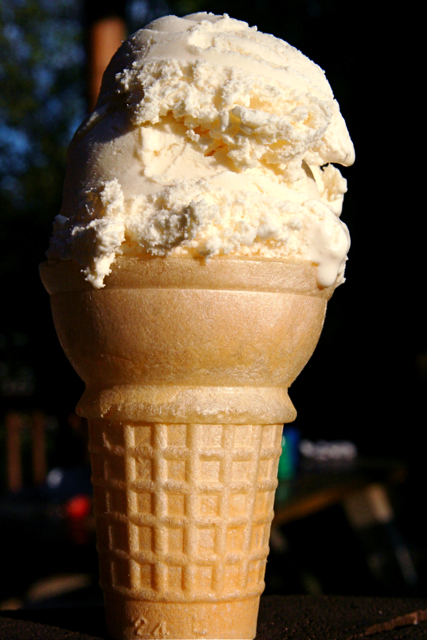
Kem vani

## Liên kết
- Tư liệu liên quan tới Hương vị kem tại Wikimedia Commons
- Tư liệu liên quan tới Kem tại Wikimedia Commons